# 1160 Illyria
Az 1160 Illyria (ideiglenes jelöléssel 1929 RL) a Naprendszer kisbolygóövében található aszteroida. Karl Wilhelm Reinmuth fedezte fel 1929. szeptember 9-én, Heidelbergben.